# Primera ofensiva de Palmira
La Primera ofensiva de Palmira fue una operación militar lanzada por el Estado Islámico en mayo de 2015, con el fin de capturar el distrito de Tadmur, en el este de la gobernación de Homs, que se encontraba en manos del Gobierno, así como su centro administrativo, conocido como Palmira. Las ruinas de la antigua ciudad son Patrimonio de la Humanidad.

## La ofensiva

### Avances iniciales de Estado Islámico
El 13 de mayo, los terroristas se aprovecharon del repliegue del ejército hacia la provincia de Idlib el día anterior —en donde los rebeldes habían lanzado otra ofensiva— y atacaron a Palmira en dos frentes. La operación comenzó en las afueras de Al-Sukhnah, al noreste de Palmira. Los terroristas capturaron el puesto de al-Thinayya en la entrada norte de la ciudad, tras lo cual se hicieron con la mayor parte de Al-Sukhnah, siendo la comisaría, la sede del Partido Baaz y el Hospital Nacional escenarios de cruentas luchas.
Esto generó pánico entre los civiles y causó preocupación ante la posibilidad de un ataque de Estado Islámico sobre las ruinas arqueológicas de Palmira. Finalmente, Estado Islámico capturó de Al-Sukhnah, lo que le permitió tomar el control de la ruta entre Homs y la gobernación de Deir ez Zor.
Posteriormente, Estado Islámico se hizo con todos los puestos del Ejército sirio entre Al-Sukhnah y Palmira. Se produjeron enfrentamientos cerca del centro de seguridad del Gobierno de Hajjana y las viviendas de los oficiales al este de Palmira. Tras efectuar ataques con misiles, Estado Islámico capturó varios puestos de control, y a medida que avanzaban hacia las afueras de Palmira, se apoderaron de toda el área de Amiriya, al norte de la ciudad, o al menos su parte norte, y el puesto de control Muktab Al-Dour en el este.
Aparentemente, los terroristas también habrían capturado un gran almacén de munición fuera de Palmira, y bombardearon un aeropuerto cercano, controlado por el Gobierno.
Estado Islámico intentó penetrar el sector oriental de la base aérea T-4, pero fue repelido.
Según una fuente oficialista, el Ejército sirio lanzó un contraataque, recapturando Amiriya y el puesto de control Muktab Al-Dour. Antes del anochecer, el Ejército y las FDN contraatacaron en Al-Sukhnah, y se habrían infiltrado en las posiciones de Estado Islámico en el corredor suroeste.
Por la noche, el grupo terrorista se apoderó de Burj al-Ishara, un alto punto estratégico cerca del histórico Castillo de Palmira. Al final del día, Estado Islámico todavía controlaba la ruta entre de Deir ez Zor y Al-Sukhnah.
El primer día de combates se saldó con 70 soldados y 40 terroristas muertos, incluyendo a su comandante.
El 14 de mayo, el ejército bombardeó Burj al-Ishara, y varios enfrentamientos tuvieron lugar en la colina, mientras Estado Islámico intentaba penetrar en la ciudad de Palmira. Los terroristas lograron ingresar a los barrios más orientales de la urbe, pero fueron expulsados por las tropas del ejército.
Tras volver a asegurar Muktab Al-Dour, las fuerzas gubernamentales avanzaron hasta el pueblo de Al-Basateen, en donde la línea de batalla se mantuvo esa noche.
Estado Islámico también atacó la prisión de Tadmor y el aeropuerto, con la esperanza de capturar los arsenales del mismo. Mientras tanto, el ejército recapturó el campo gasífero de Al-Hayl, matando a 32 terroristas, tras lo cual procedieron a hacerse con Al-Thathah, Al-Fawl Al-Mujawar Al-Hawa y Al-Sina'a. Según una fuente militar, Estado Islámico aún se encontraba a 1 km de Amiriya y tenía el control de Al-Sukhnah, pero el ejército permanecía en las afueras de la ciudad.

### Contraofensiva del ejército
El 15 de mayo, el ejército envió refuerzos a Palmira, con Estado Islámico a 1 km del sitio arqueológico, pero se retiraron de los barrios del este hasta 2 km, donde las luchas continuaban, ya que el ejército había lanzado una contraofensiva. Estado Islámico volvió a capturar el norte de Amiriya, matando a algunos civiles antes de retiurarse debido a constantes bombardeos. Otros dos ataques emanaron de la base, siendo ambos repelidos. Durante la noche, los terroristas se centraron en las ruinas, pero no pudieron infiltrarse en ellas. Al atardecer, las unidades del ejército continuaron sus ataques en Al-Sukhnah, llegando a las afueras de la ciudad. Refuerzos de la unidad especial Suqur al-Sahara se unieron a las fuerzas gubernamentales.
El 16 de mayo, los terroristas del Estado Islámico llegaron a las ruinas y capturaron parte de la hostórica ciudadela de Fakhr-al-Din al-Ma'ani, mientras continuaban los combates. Más tarde, volvieron a apoderarse de Amiriya y continuaron sus avances, capturando el norte de Palmira tras un ataque masivo.
Por la mañana del 17 de mayo, el ejército había expulsado a Estado Islámico de Palmira, asegurando la ciudad. Asimismo, las tropas gubernamentales recapturaron el Castillo de Palmira, la colina SyriaTel y Burj al-Ishara. La vida en la ciudad volvió a la normalidad y los comercios reabrieron. Sin embargo, aún continuaban los combates en el norte de Amiriya y el este de Palmira, donde Estado Islámico capturó la estación de bombeo T-3 y el campo gasífero de Al-Hayl.
El 19 de mayo, el ejército y las FDN recapturaron Amiriya.
Además de los combates en los alrededores de Palmira, también se produjeron enfrentamientos en el campo petrolífero de Jazal entre el 18 y 20 de mayo, dejando 48 soldados y 30 terroristas muertos.

### Caída de Palmira
El 20 de mayo, Estado Islámico recapturó Amiriya y logró avanzar en Palmira, capturando un tercio de la ciudad, mientras que sus ataques en otros sectores fueron aparentemente repelidos. La llegada de un refuerzo de entre 600 y 800 terroristas dio un nuevo impulso a la ofensiva sobre Palmira, de la que se apoderaron completamente ese mismo día, luego de que el ejército se retirase. Las fuerzas gubernamentales mantenían el control de una prisión en el este y los cuarteles de la inteligencia militar en el oeste.
Se plantearon temores sobre la seguridad de las ruinas y del museo de la ciudad, y en un intento por preservar parte de la historia de la ciudad, cientos de estatuas fueron transportadas a ubicaciones seguras, a excepción de los grandes monumentos. Esta operación de rescate fue liderada por el experto holandés en patrimonio René Teijgeler.
Para el atardecer, todo el personal militar sirio se había retirado de la urbe hacia sus alrededores, y la base aérea cayó en manos de Estado Islámico. Según la televisión estatal, las fuerzas armadas evacuaron civiles durante la retirada, cosa que fue contradicha por algunos residentes, según los cuales no solo no se habían evacuado civiles, sino que también los oficiales escapaban antes que los conscriptos y milicianos leales. El Gobierno se retractó luego de que los bombardeos de la Fuerza Aérea hicieran aumentar el flujo de refugiados.
El 21 de mayo, los terroristas ingresaron a las ruinas y capturaron At Tanf, el último paso fronterizo con Irak que se encontraba en manos del Gobierno.
El 22 de mayo, la coalición internacional lanzó un ataque aéreo cerca de Palmira, destruyendo seis sistemas de artillería antiaérea y un obús.
Entre el 22 y 23 de mayo, el Estado Islámico capturó al-Sawana y la base del Batallón de Misiles en la ruta entre Palmira y Homs. Unos 22 milicianos leales al Gobierno fueron capturados por los terroristas.
El 25 de mayo, los yihadistas atacaron el pueblo de Jazal, cerca de las montañas de Al-Sha'ar y las subestaciones y campos gasíferos bajo control gubernamental, que proveen electricidad y gas al oeste del país. Tras cuatro horas de lucha, el ataque fue repelido.
Para el 26 de mayo, la línea de fuego se había movido a Al-Furqlus, las montañas Sha'ar mountains, Qurayteen y la base aérea de Tiyas. Al día siguiente, las fuerzas del Gobierno avanzaron en la región de los campos petrolíferos de Jazal.

## Ejecuciones
Durante la ofensiva, Estado Islámico perpetró numerosas ejecuciones. El 14 de mayo de 2015 fueron ejecutados 26 civiles en Amiriya y Al-Sukhnan por «mantener tratos con el régimen», de los cuales 10 fueron decapitados. Al día siguiente, otros 23 civiles fueron asesinados en Amiriya, 9 de ellos eran niños.
El 22 de mayo, varias fuentes opositoras afirmaron que el Estado Islámico había ejecutado a entre 150 y 280 soldados y personas leales al Gobierno en las calles y en la plaza pública, mediante disparos en la cabeza y decapitación. Las ejecuciones eran parte de una purga iniciada por los terroristas, tras capturar Palmira, en la que se allanaron viviendas en busca de soldados fugitivos y milicianos progubernamentales para matarlos.
El OSDH informó que un total de 168 personas habían sido asesinadas y otras 600, entre soldados y civiles, secuestradas por Estado Islámico. Por otro lado, la televisión oficial aseguró que el número de ejecutados era de 400.
El 25 de mayo, el periódico progubernamental Al-Watan elevó la cifra a 450. Un soldado del ejército aseguró que los terroristas habían decapitado a la hija de 19 años de un general.
Para un militante opositor, la población de la ciudad no parecía resentida por los asesinatos, sino que opinaban que Estado Islámico era mejor que el Gobierno que, según afirmó, aterrorizaba constantemente a la ciudad, principalmente con detenciones masivas.